# Afrikaner rundvee

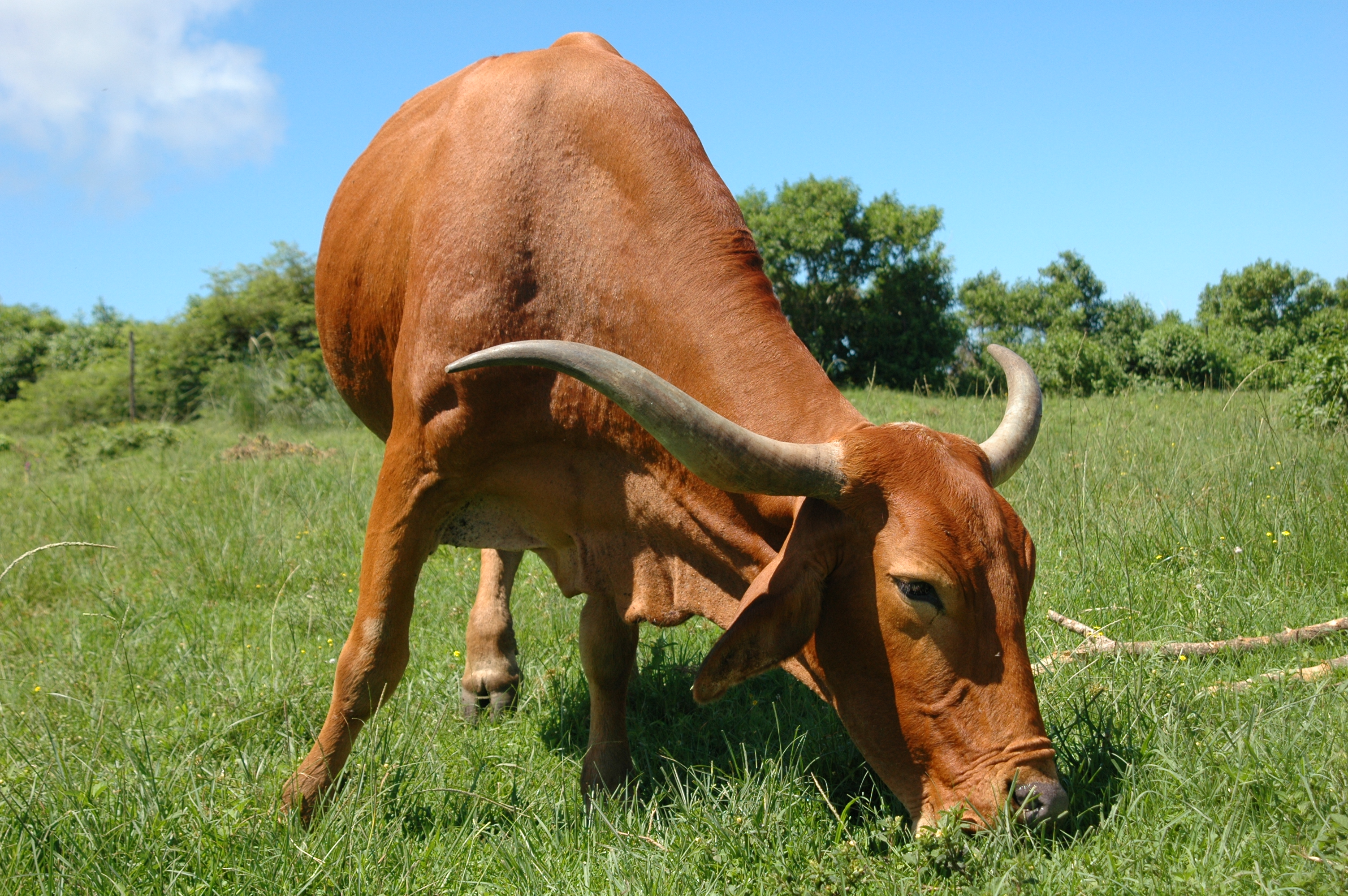

Afrikaner rundvee (in het Afrikaans Afrikanerbees) is een inheems rundveeras en het meest voorkomende dierenras in Zuid-Afrika. Van oorsprong is het Afrikaner rundvee een Bos taurus indicus, het is waarschijnlijk door de Khoikhoi (Hottentotten) langs de westkust van Afrika zuidwaarts gevoerd.
Het Europese rundveeras (Bos taurus) heeft geen enkele invloed uitgeoefend op de ontwikkeling van het Afrikaanse rundveeras.
Al voordat Jan van Riebeeck in 1652 in de Kaapkolonie voet aan wal zette bestond er een stabiel Afrikaans rundveeras. De eerste Europese runderrassen werden daar pas in 1706 ingevoerd.
Geleidelijk aan heeft het ras zich aangepast aan de heersende omstandigheden als het oprukken van woestijnachtige gebieden en het Afrikaanse tropische en subtropische klimaat.
Het eerste rundvee is door de kolonisten van de Kaapkolonie (de Boeren) van de Khoikhoi verkregen. Het ras werd zuiver gehouden door boeren in afgelegen steden in de binnenlanden als Graaff-Reinet, Cradock en Tarkastad.